# Cruisemapper.com
Cruisemapper.com (Eigenschreibung: CruiseMapper) ist eine 2013 erschienene Website, die Informationen zu Kreuzfahrtschiffen weltweit gibt. Sie bietet einen sogenannten Tracker an, mit dem man die Position von Kreuzfahrtschiffen weltweit bestimmen kann, sowie Informationen zu Häfen weltweit und den Schiffen selbst. Zudem listet Cruisemapper.com unter dem Punkt Accidents in Zusammenarbeit mit Cruise Minus derzeit über 3300 Unfälle an Bord von Kreuzfahrtschiffen und während Ausflügen von Passagieren an Land.
Die Neue Zürcher Zeitung schrieb im Zuge einer Havarie in Budapest im Juni 2019 über Cruisemapper.com:

„Ihre Seriosität lässt sich nur schwer beurteilen; doch sie bietet umfangreiche Informationen über Kreuzfahrten, und man kann sehen, wo sich ein bestimmtes Schiff gerade befindet. Daneben gibt es ein Verzeichnis von derzeit 2977 Unfällen und Vorfällen, in die 470 der erfassten 1346 Schiffe in den vergangenen gut zehn Jahren verwickelt waren.
Die Zahl scheint hoch, was mit daran liegt, dass auch Motorenschäden, Verbrechen oder der Ausbruch des Norovirus registriert werden. Quellen sind gemäss Angaben auf der Homepage die amerikanische Küstenwache, Medien- und Polizeiberichte sowie Meldungen der Nutzer. Die grösseren Havarien der vergangenen Jahre, über die in den konventionellen Medien berichtet wurde, sind korrekt verzeichnet.“

In ihren Berichten über „gestrandete“ Schiffsbesatzung und Schiffe im Zuge der COVID-19-Pandemie bezogen sich Nachrichtenportale weltweit auf die Informationen von Cruisemapper.com.